# Mercy Falls
Mercy Falls is het derde album van de Zweedse band Seventh Wonder, uitgebracht in 2008 door Lion Music. Het is een conceptalbum over het slachtoffer van een auto-ongeluk dat in coma ligt en ontwaakt in de mysterieuze stad Mercy Falls, een fictieve plaats waarover hij in zijn comateuze toestand droomt.

## Track listing
1. "A New Beginning" - 3:05
2. "There And Back" - 3:02
3. "Welcome To Mercy Falls" - 5:11
4. "Unbreakable" - 7:19
5. "Tears For A Father" - 1:58
6. "A Day Away" - 3:43
7. "Tears For A Son" - 1:42
8. "Paradise" - 5:46
9. "Fall In Line" - 6:09
10. "Break The Silence" - 9:29
11. "Hide And Seek" - 7:46
12. "Destiny Calls" - 6:18
13. "One Last Goodbye" - 4:21
14. "Back In Time" - 1:14
15. "The Black Parade" - 6:57

## Band
- Tommy Karevik - zanger
- Andreas Söderin - toetsenist
- Johan Liefvendahl - gitarist
- Andreas Blomqvist - bassist
- Johnny Sandin - drummer